# Hindumanes
Hindumanes is een geslacht van spinnen uit de familie springspinnen (Salticidae).

## Soort
De volgende soort is bij het geslacht ingedeeld:
- Hindumanes karnatakaensis (Tikader & Biswas, 1978)